# SmartLynx Airlines
SmartLynx Airlines, già LatCharter, è una aerolinea charter, con base a Mārupe in Lettonia, che opera voli passeggeri in Europa, Africa e Asia.

## Storia
La compagnia privata venne fondata nel 1992 da quattro piloti e da un tecnico di volo con il nome di LatCharter (il nome derivava da Lettonia) e iniziò ad operare nel 1993 con un Tupolev Tu-134B preso in leasing. La flotta di Tupolev venne poi sostituita con il più capace Yakovlev Yak-42 nell'aprile 2001, e quindi con Airbus A320-200 dal dicembre 2003.
Nel luglio 2006, Loftleiðir, la società di leasing appartenente al gruppo Icelandair, acquisì la maggioranza del 55% in LatCharter, e poi l'intero controllo. L'aviolinea espanse la flotta aggiungendo cinque nuovi A320-200 e due Boeing 767-300. Gli aerei vennero presi a noleggio da diverse compagnie aeree di tutto il mondo. Da allora il mercato ACMI è stato obiettivo primario dell'azienda e ha operato per numerosi vettori come Air Malta, SBA Airlines, Finnair, Condor Flugdienst.
Nel 2008, nel quindicesimo anniversario dalla fondazione, la società cambiò la ragione sociale in SmartLynx Airlines, inserendo un nuovo logo.
Nel 2012 la compagnia aerea è stata acquistata da Icelandair, con la forma del management buyout, ed è ora un'entità completamente separata. Nello stesso anno è stata costituita una sussidiaria, Smartlynx Airlines Estonia, con un Airbus A320-200, al servizio di tour operator estoni.
Nel 2016, la società è stata acquistata da un fondo di investimento con sede nei Paesi Bassi. Nel 2019, la compagnia aerea ha istituito una sussidiaria a Malta (Smartlynx Malta).
Nel 2020, la compagnia aerea si è espansa nel trasporto di merci. nel 2021, Smartlynx e DHL hanno firmato un accordo di partenariato. La partnership includeva inizialmente due Airbus A321-200(P2F) di Smartlynx Malta operanti per conto della filiale Deutsche Post. Nell'ottobre 2021, Smartlynx ha annunciato l'istituzione di un centro di manutenzione della linea interna, Smartlynx Technik. Nel dicembre 2021 è stata annunciata l'intenzione di aprire un nuovo ufficio a Vilnius, in Lituania.
Nel febbraio 2022, Smartlynx Airlines ha firmato un accordo con SMBC Aviation Capital per noleggiare due Boeing 737 MAX 8. Nel marzo 2022, Smartlynx ha introdotto nella flotta il suo primo Airbus A330-300. Nello stesso anno, Smartlynx Airlines ha celebrato il suo 30º anniversario.

## Flotta
A gennaio 2024 la flotta del gruppo SmartLynx è così composta: